# 白玛曲林寺
白玛曲林寺，位于西藏自治区日喀则地区萨迦县雄玛乡吉龙村，是一座藏传佛教格鲁派寺院。

## 历史
白玛曲林寺位于西藏自治区日喀则地区萨迦县县驻地东北、雄玛乡的吉龙村，坐落在苏日山南麓，海拔4090米。
白玛曲林寺建于7世纪，是松赞干布时期建造的寺院之一，初名“耐玛祖拉康”。8世纪，莲花生曾在此修行。19世纪时，强巴朗杰对该寺进行了全面修缮及扩建。强巴朗杰是萨迦县赛地方人，是一位苦行僧，因在山洞中静修而闻名，为宁玛派的掘藏人，对医学精通，40岁时主持该寺，87岁圆寂。此后，由其弟子罗桑群沛继任堪布，罗桑群沛是萨迦县雄玛乡德萨村人，精通教理，任职期间扩建该寺。该寺初宗宁玛派，后来改宗格鲁派。
民主改革前，白玛曲林寺有土地200亩、牛50头，有僧、尼四十多人。21世纪初，有僧、尼23人，其中喇嘛12人，尼姑11人。该寺组织机构由堪布（该寺住持）、翁则（领经师）、吉萨（管家）组成。1976年，该寺被毁；1983年后，由民众集资恢复该寺。新修的大殿1座，高二层，由前廊（2柱）、经堂（8柱）、佛殿（1间）组成；新修的护法神殿1座，高一层，面积2柱；新修的僧舍11间。

## 建筑
白玛曲林寺被毁前的建筑有：
- 老大殿：强巴朗杰创建。门朝东，高二层。底层由前廊、经堂、佛殿组成。前廊有柱2根，廊前的壁画彩绘四大天王。经堂面积4柱，主供释迦牟尼及二弟子泥塑像，主尊高度约1.8米；经书架上有《甘珠尔》一套。佛殿面积2柱，主供强巴佛泥塑像，高约5米，面目安详；强巴佛左右供奉无量寿佛、莲花生泥塑像。大殿上层是活佛居室。
- 甘珠尔殿：位于老大殿以东，门朝西，高一层，面积4柱。主供观音菩萨合金像，高度1.7米；经书架上有《甘珠尔》一套。
- 度母殿：位于老大殿以南，门朝北，高一层。殿内主供绿度母合金像，高0.4米，另外供奉合金质的释迦牟尼、四臂观音、无量寿佛、金刚持造像，高度均为0.4米。
- 伟干拉康：位于老大殿以东，门朝南，高一层，面积4柱。主供莲花生泥塑等身像。
- 甘丹拉康：位于老大殿以西，门朝东，高一层，面积2柱。主供宗喀巴师徒三尊泥塑像，高2.6米。
- 玛尼拉康：即转经房。位于老大殿之东，门朝北，高一层，内有一座大转经轮。
- 印经室：位于老大殿以西，门朝西，高一层，面积2柱。经版的内容是宁玛派法系的内容。
- 护法神殿：位于印经室以西，门朝东，高一层，主供多杰热巴依怙面具。
- 新大殿：罗桑群沛主持该寺期间创建。位于老大殿以南。门朝南，高二层。底层由前廊、经堂、佛殿组成。前廊面积2柱，廊前彩绘四大天王。经堂面阔5间，进深5间，面积16柱，其中2根长柱撑托着天窗，天窗用来采光；经堂内主供释迦牟尼、文殊菩萨鎏金铜像，高1.7米，还供奉着其他神佛造像；经堂内有《般若经》一套；经堂的壁画是十六罗汉、三世佛等。佛殿面积4柱，其中2根长柱直达层顶；殿内主供释迦牟尼及二弟子泥塑像，高约2米；两侧经书架上有《甘珠尔》、《丹珠尔》各一套。护法神殿位于底层东侧，面积1柱，主供六臂依怙、吉祥天女、牛头金刚、财神等面具；壁画是诸护法神。新大殿第二层是堪布和高僧卧室。[1][2]

白玛曲林寺现存的重要文物有贝叶经1部、木质四臂观音极乐世界坛城1幅、合金质绿度母造像1尊：
- 贝叶经1部：上下带有经板，中间贯穿长钉，通厚14厘米，经书厚达12厘米。经板为木质，宽7厘米，长35厘米，厚1厘米。经板一端彩绘有释迦牟尼涅槃图；另一端是三世佛和释迦牟尼降生、出游、成道等内容。经书厚12厘米，长32.5厘米，宽5厘米，大约384页，每页有梵文5行，部分页面插图绘佛陀或者菩萨像。经书是用墨书梵文于贝叶上而成。
- 木质四臂观音极乐世界坛城画：木板彩画，核桃木质，方形，边长为26.5厘米。板中绘有一圆形坛城，坛城中心有一尊端坐的四臂观音，周围开有7莲，莲上有7尊立佛，外绘“亚”字形坛城。上下左右四条边外饰八珍宝（宝轮、海螺、白伞、尊胜幢、莲花、水罐、金鱼、吉祥结）图案，外面接有三圈轮图案，绘着佛、菩萨、火焰、仰莲等图案。[1][2]